# Список ректорів Університету Масарика

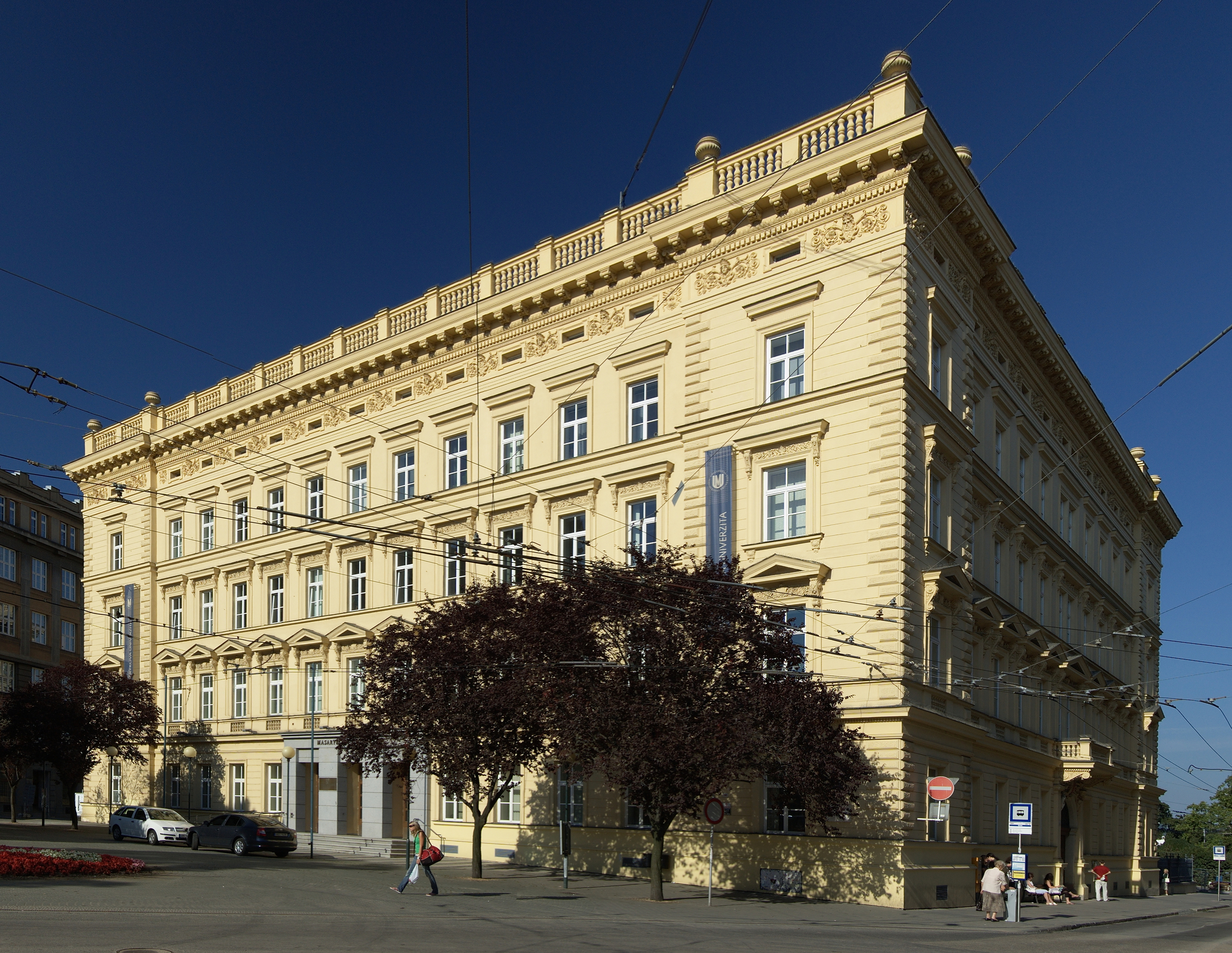
Будівля ректорату

Згідно з чинним законодавством Чеської республіки, ректор є одним з органів самоврядування державного вищого навчального закладу. Призначається на посаду і звільняється Президентом республіки, за рекомендацією Академічного сенату. Термін повноважень становить чотири роки, причому одна і та ж особа може займати посаду не більше двох термінів поспіль.

Першим ректором у 1919 році став Карел Енгліш, видатний чехословацький економіст і політик.

Зараз посаду ректора обіймає Мікулаш Бек, доцент музикознавства.

## Хронологічна таблиця
Ректори Університету Масарика в хронологічому порядку від заснування університету до сьогодні.
| №  | Фото | Ім'я                                      | Роки на посаді | Примітки |
| -- | ---- | ----------------------------------------- | -------------- | --- |
| 1  |      | Карел Енгліш (Karel Engliš)               | 1919—1920      | Економіст, політик. Міністр фінансів Чехословаччини. Пізніше ректор Карлового університету.                                                                              |
| 2  |      | Павел Людвік Кучера (Pavel Ludvík Kučera) | 1920—1921      | Професор медицини (в області патанатомії та бактеріології). |
| 3  |      | Богуміл Кужма (Bohumil Kužma)             | 1921—1922      | |
| 4  |      | Вацлав Вондрак (Václav Vondrák)           | 1922—1923      | Видатний філолог, славіст та історик літератури. |
| 5  |      | Франтішек Вейр (František Weyr)           | 1923—1924      | |
| 6  |      | Едвард Бабак (Edward Babák)               | 1924—1925      | |
| 7  |      | Войтех Росіцкий (Vojtěch Rosický)         | 1925—1926      | |
| 8  |      | Богуміл Навратіл (Bohumil Navrátil)       | 1926—1927      | |
| 9  |      | Ярослав Каллаб (Jaroslav Kallab)          | 1927—1928      | |
| 10 |      | Отомар Велкер (Otomar Völker)             | 1928—1929      | |
| 11 |      | Богуслав Гостінский (Bohuslav Hostinský)  | 1929—1930      | |
| 12 |      | Станіслав Соучек (Stanislav Souček)       | 1930—1931      | |
| 13 |      | Богуміл Бакса (Bohumil Baxa)              | 1931—1932      | |
| 14 |      | Рудольф Ванісек (Rudolf Vanýsek)          | 1932—1933      | |
| 15 |      | Ян Завжел (Jan Zavřel)                    | 1933—1934      | |
| 16 |      | Ян Крейчі (Jan Krejčí)                    | 1934—1935      | |
| 17 |      | Доброслав Крейчі (Dobroslav Krejčí)       | 1935—1936      | |
| 18 |      | Франтішек Берка (František Berka)         | 1936—1937      | |
| 19 |      | Йозеф Подпєра (Josef Podpěra)             | 1937—1938      | |
| 20 |      | Арне Новак (Arne Novák)                   | 1938—1939      | |
| 21 |      | Йозеф Подпера                             | 1939—1942      | |
| 22 |      | Вацлав Нойман                             | 1945—1947      | |
| 23 |      | Ладіслав Сайфрт                           | 1947—1948      | |
| 24 |      | Франтішек Травнічек                       | 1948—1959      | |
| 25 |      | Теодор Мартінец                           | 1959—1969      | |
| 26 |      | Яромір Вашку                              | 1970—1973      | |
| 27 |      | Войтєх Кубачек                            | 1973—1983      | |
| 28 |      | Беджіх Черешняк                           | 1983—1990      | |
| 29 |      | Мілан Єлінек                              | 1990—1992      | |
| 30 |      | Едуард Шмідт                              | 1992—1998      | |
| 31 |      | Їржі Златушка                             | 1998—2004      | |
| 32 |      | Петр Фіала (Petr Fiala)                   | 2004—2011      | Професор політології, політик. Тринадцятий міністр освіти, молоді та спорту Чеської республіки. Голова політичної партії «ODS». Депутат нижньої палати Парламенту Чехії. |
| 33 |      | Мікулаш Бек (Mikuláš Bek)                 | 2011—2019      | Доцент музикознавства. |
| 34 |      | Мартін Бареш (Martin Bareš)               | 2019—2023      | Професор неврології. |